# Tučapy (Moravia meridionale)
Tučapy (in tedesco Tutschap) è un comune della Repubblica Ceca facente parte del distretto di Vyškov, in Moravia Meridionale.